# Til-Abni
Til-Abni, Til-Abnim – starożytne miasto w północnej Syrii, leżące w zakolu Eufratu. Należy je najprawdopodobniej identyfikować z syryjskim stanowiskiem archeologicznym Tell el-Qitar, gdzie w trakcie wykopalisk odnaleziono średnioasyryjską tabliczkę klinową z luwijską inskrypcją wymieniającą nazwę Til-Abnu. 

## Dzieje
Za rządów asyryjskiego króla Szamszi-Adada I (1808-1776 p.n.e.) miasto Til-Abni, leżące na terytorium kraju Zalmaqum (lub w jego pobliżu), przyłączyło się do antyasyryjskiej rewolty jaka wybuchła na tym obszarze w 1778 r. p.n.e. Jasmah-Adad, syn Szamszi-Adada I i wicekról Mari, zdobył Til-Abni, ale powstrzymał się od wymordowania jego mieszkańców. Ojciec pochwalił czyn swego syna, stwierdzając, iż ten akt miłosierdzia wart był 10 talentów złota. 
Na początku I tys. p.n.e. miasto Til-Abni było stolicą małego aramejskiego królestwa o tej samej nazwie, graniczącego z innym aramejskim królestwem Bit-Adini. Asyryjski król Aszurnasirpal II (883-859 p.n.e.) w trakcie swych wypraw wojennych poprowadzonych pomiędzy 877 a 867 rokiem p.n.e. w rejon środkowego biegu Eufratu otrzymał trybut od Habinu, króla Til-Abni. Salmanasar III (858-824 p.n.e.), syn i następca Aszurnasirpala II, również otrzymał trybut od Habinu w trakcie swej pierwszej zachodniej wyprawy wojennej poprowadzonej w pierwszym roku swego panowania. Za każdym razem Asyryjczycy najprawdopodobniej oszczędzali stolicę królestwa, jako że trybut płacony był im dobrowolnie. Jeszcze za panowania Salmanasara III Habinu dołączyć musiał jednak do antyasyryjskiego powstania w regionie, gdyż Salmanasar III w siódmym roku swego panowania (852 r. p.n.e.), zaatakował królestwo Til-Abni, zdobył jego stolicę i szereg innych miast. Pod koniec panowania Salmanasara III Til-Abni wraz z wieloma innymi miastami dołączyło do wielkiej rebelii zainicjowanej przez Aszur-da’’in-apla, syna króla, który podjął próbę przejęcia władzy w Asyrii. Rebelię tą udało się dopiero stłumić Szamszi-Adadowi V (823-811 p.n.e.), innemu synowi i następcy Salmanasara III. 